# بخش مرکزی شهرستان دلیجان
بخش مرکزی شهرستان دلیجان تنها بخش شهرستان دلیجان در استان مرکزی ایران است و مرکز آن شهر دلیجان است. نراق دیگر شهر آن است.

## تقسیمات کشوری
دهستانهای شهرستان دلیجان عبارت‌اند از:
- دهستان دودهک
- دهستان هستیجان
- دهستان جاسب
- دهستان جوشق

دو شهر آن شامل 
دلیجان و نراق می‌شود.

## جمعیت
بنابر سرشماری مرکز آمار ایران، جمعیت بخش مرکزی شهرستان دلیجان در سال ۱۳۸۵ برابر با ۴۴۳۷۷ نفر بوده‌است که از این میان ۲۲۶۲۴ نفر مرد و بقیه زن بوده‌اند.